# 수우 (1998년 영화)
《수우》(Sue Lost in Manhattan 또는 Sue)는 미국에서 제작된 아모스 콜렉 감독의 1998년 드라마 영화이다. 애너 레빈 등이 주연으로 출연하였다.

## 출연

### 주연
- 애너 레빈
- 매튜 파워스
- 타니 웰치
- 트레이시 로스
- 존 벤티미그리아
- 오스틴 펜들튼

### 조연
- 에도아르도 발레리니
- 톰 카파도나
- 매튜 페이버
- 리즈원 맨지
- Tracee Ross